# Chokwe Lumumba

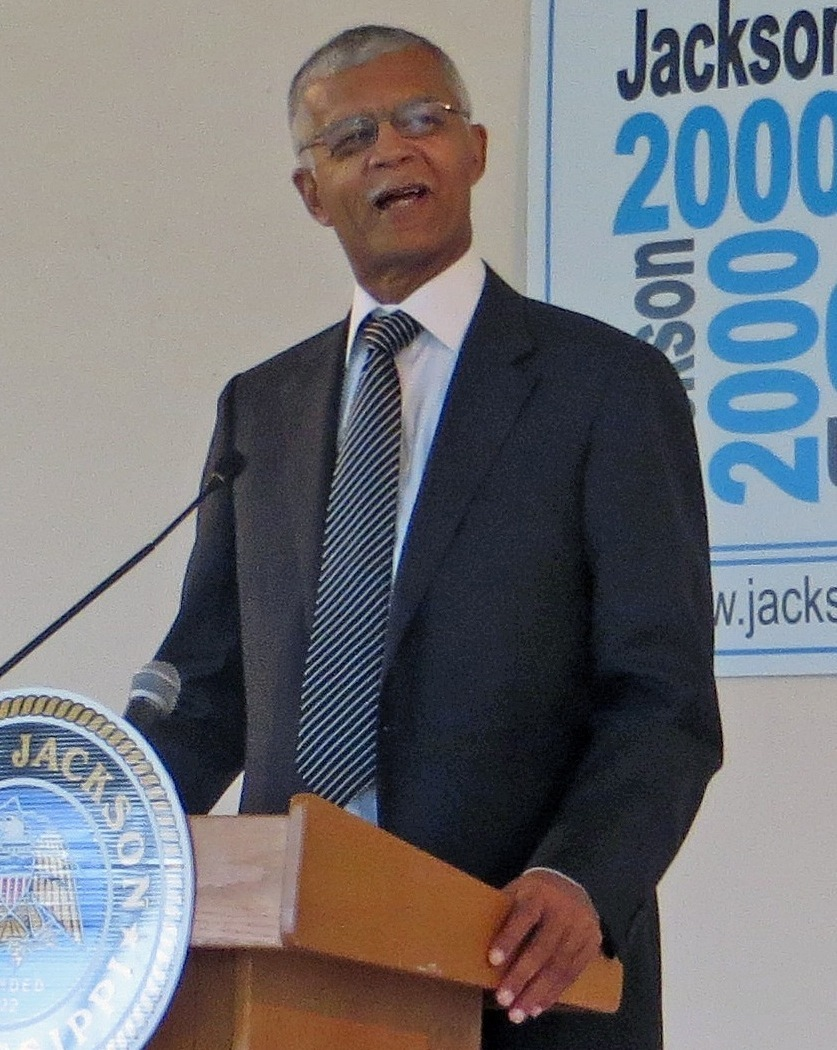
Chokwe Lumumba.

Chokwe Lumumba (/ˈʃoʊ.kweɪ.lʌˈmuːm.bɑː/; nacido como Edwin Finley Taliaferro, Detroit, 2 de agosto de 1947 – Jackson, Misisipi, 25 de febrero de 2014) fue un abogado y político estadounidense, el alcalde de Jackson, Misisipi, elegido el 4 de junio de 2013.

## Primeros años
Era el segundo hijo de Lucien Taliaferro, de Kansas y Priscila Taliaferro, de Alabama. Afroamericano, sin embargo, algunos de sus antepasados fueron cheroquis. Se graduó de la Escuela Secundaria St. Theresa en Detroit, donde se desempeñó como presidente del consejo estudiantil y capitán del equipo de fútbol. De joven fue testigo de la brutalidad policial. Su madre se paraba con sus hijos en las esquinas para recolectar dinero para el Comité Coordinador Estudiantil No Violento y fue ella quien primero impresionó a su hijo y le enseñó sobre la importancia del papel de activismo político y de los derechos civiles. Un discurso pronunciado por Martin Luther King Jr. en 1963 inspiró a Lumumba a dedicar definitivamente su vida a luchar por los derechos civiles.
El asesinato de Martin Luther King Jr., el 4 de abril de 1968, tuvo un efecto profundo en Lumumba y al día siguiente participó en la ocupación de un edificio de la universidad en la Universidad de Western Míchigan. La ocupación fue una protesta por la ausencia de profesores afroamericanos y exigencias académicas.

## Estudios
Estudió Ciencias Políticas y se graduó en el Kalamazoo College en 1969, donde formó el Frente Unido Negro para abogar por estudios afroamericanos en las instituciones de educación superior del Medio Oeste. 
En 1969 ingresó en la Escuela de Leyes de la Universidad Estatal Wayne en Detroit. En el primer año allí, dieciocho de las veinte y cuatro estudiantes negros en su clase fueron reprobados debido a un sistema de calificación discriminatorio. En respuesta, Lumumba y otros estudiantes negros ocuparon el edificio de la administración la reincorporación de los estudiantes y prácticas de calificación justas. Como resultado la universidad readmitió a los estudiantes y se estableció un sistema anónimo de la calificación, con el cual 16 del estudiantes rechazados antes recibieron buenas calificaciones y se graduaron y varios de ellos se convirtieron en prominentes abogados y jueces. El propio Lumumba graduó cum laude en 1975.

## Vida profesional y política
Lumumba fue elegido miembro del como segundo vicepresidente del gabinete de la República de Nueva África en 1971. Él estaba en la misma posición cuando la capital del gobierno provisional se trasladó al condado de Hinds, Misisipi el 28 de marzo de 1971.
Lumumba continuó su defensa de la igualdad de la educación en la Wayne State y apoyó programas que permiten a los estudiantes afroamericanos tener éxito en el entorno de la escuela de leyes. Después de graduarse Lumumba se convirtió en un defensor de las comunidades negras a raíz de los ataques de grupos policiales y parapoliciales locales. Organizó patrullas de la comunidad contra la violencia y el tráfico de drogas y un programa juvenil para protegerse de las pandillas y los ataques racistas. Creó el Centro de Malcolm X para educar y formar a jóvenes activistas negros. Estableció escuelas centradas en África para el desmantelamiento del racismo y el sexismo e inspirar "Orgullo Negro". Se opuso a las tarifas excesivas de calefacción y electricidad en los barrios pobres.
Formó un bufete de abogados en Detroit en 1978 y lo defendió con éxito 16 prisioneros que enfrentaban cargos de asesinato después de un motín en la prisión de Pontiac (Illinois). En el noventa por ciento de los casos que asumió Lumumba, los acusado fueron encontrados no culpables, resultado que no ocurría cuando eran representados por otros abogados, según él porque la mayoría de los acusados pobres reciben consejos totalmente ineficaces, debido a que el sistema de representación vigente no está diseñado para garantizar el derecho a la defensa de los pobres.
En septiembre de 1987 en la Facultad de Derecho de Harvard fue uno de los cofundadores de la Coalición Nacional de Negros por las Reparaciones en América, que sostiene que los afroamericanos deben ser indemnizados por los daños causados por la esclavitud y la discriminación. Lumumba habló en una conferencia patrocinado por la Conferencia Nacional de Abogados Negros con respecto a la negligencia constitucional sobre las demandas de las personas esclavizadas.
En 1988 se estableció a Jackson, Misisipi y tres años más tarde se le concedió el derecho a ejercer la abogacía. Fue defensor público para representar a los ciudadanos indigentes del municipio. En 2000 el juez Swan Yerger desestimó una demanda presentada contra un agente de policía y Lumumba dijo que este juez era un "segregacionista autoproclamado", pr lo que fue reprendido públicamente por el Colegio de Abogados de Misisipi después de que el juez lo declaró en desacato. Estuvo tres días en la cárcel del condado y perdió su licencia para ejercer la abogacía durante seis meses. La Corte Suprema del estado le reintegró su licencia al año siguiente.
En 2009 Lumumba fue elegido como concejal de la localidad 2 de Jackson, con la ayuda de la organización que él ayudó a fundar el Movimiento Popular Malcolm X, aliada con la Asamblea del Pueblo de Jackson, la Coalición de Ayuda para Desastres de Misisipi, y otros activistas de la comunidad. Se desempeñó como presidente de la Nueva Organización de los Pueblos Africanos y copatrocinó el rally a Washington D. C., que ocupó el Departamento de Justicia. En 2010 dirigió al Nuevo Partido Pantera Negra en Atlanta. Participó activamente en la organización de la ayuda a los damnificados del huracán Katrina. Ayudó además a la agencia de Difusión Pública de Misisipi en la campaña de lucha contra la deserción escolar entre los jóvenes estudiantes.

### Alcaldía
El 21 de mayo de 2013 Lumumba derrotó a Jonathan Lee y fue nominado como candidato del Partido Demócrata a la alcaldía de Jackson. El 4 de junio resultó elegido y tomó posesión del cargo el 1 de julio de 2013. Lumumba falleció 7 meses y 23 días después en el Hospital de St. Dominic, de Jackson, a la edad de 66 años. La causa de la muerte no quedó clara de inmediato, pero se ha informado extraoficialmente que murió como consecuencia de un paro cardíaco.